# 牧田哲也
牧田 哲也（まきた てつや、1984年6月7日 - ）は、日本の俳優、タレント、モデル。
愛知県出身。ハイイロ所属。

## 略歴
大学卒業後に芸能界入りしている。俳優になったきっかけは「小さいころからドラマをよく見ていて芸能界に興味があった」、「漠然とテレビの世界に興味があった」などと語っている。
2006年9月、「第3回D-BOYSオーディション」で準グランプリとオリコン・エンタテインメントのデ・ビュー賞を受賞。2007年からテレビドラマや舞台に出演し、同年7月1日にD-BOYSに加入する。
2011年、映画『アベックパンチ』で初の単独主演を務める。
2012年、関西版D-BOYS・Patchの応援団を務める。
2016年、劇団「柿喰う客」の結成10周年に向けたプロジェクト「10万人動員宣言」の一環で開催されたオーディションに合格し、新メンバーとして加入。
趣味はゴルフ、ビリヤード。
2020年、7月31日をもってD-BOYSの卒業と、14年間所属したワタナベエンターテインメント退社を発表。
本人談として「今に至るまでD-BOYSの牧田哲也を応援して下さった方々、皆さんの存在に本当に助けられました。ありがとうございました」とファンらに感謝した。
「ワタナベエンターテインメント、切磋琢磨して来たD-BOYSメンバー、元メンバーには感謝しています。事務所の方々に支えられ、自分の現在地を示してくれるメンバーがいてここまでやって来ることができたと思います。ありがとうございました」と続け、「14年間、本当にありがとうございました。感謝しています。掛け替えない時間でした」とつづった。
2020年8月1日、本人のTwitterにてカクトエンタテインメントへの移籍が発表された。
2020年12月カクトエンタテインメント所属の俳優がActors Agency ハイイロに移籍。
2021年11月8日、オフィシャルファンクラブ開設。
2023年6月7日、一般女性との結婚を発表。

## 出演

### テレビドラマ
- しにがみのバラッド。 第2話・6話（2007年1月・2月、テレビ東京） - 原上誠剛 役
- 美少女戦麗舞パンシャーヌ 奥様はスーパーヒロイン!（2007年4月 - 6月、テレビ東京） - 新庄清志 役
- LOVE GAME 第2話「1週間以内に結婚できたら1億円」（2009年4月30日、読売テレビ） - 安藤孝史 役
- 仮面ライダーディケイド 第16話・第17話（2009年5月、テレビ朝日） - アラタ 役
- もやしもん（2010年7月 - 9月、フジテレビ） - 岩 役
- クローン ベイビー（2010年10月 - 12月、TBS） - 葛飾省吾 役
- 〜東京ディズニーシー10thアニバーサリー〜7つの海の贈りもの（2011年10月） - 誠二 役
- 数学♥女子学園 第9話「Lesson9 一目ぼれが意外な展開」（2012年3月7日、日本テレビ） - イマワカ 役
- 市長はムコ殿（2012年5月 - 7月、BS朝日） - 野沢侑希 役
- D×TOWN「スパイ特区」（2012年7月6日 - 27日、テレビ東京） - 木元 役
- 土曜ワイド劇場 はみだし弁護士・巽志郎12（2012年10月20日、朝日放送） - 大和 役
- 佐藤家の朝食、鈴木家の夕食（2013年1月28日、BSジャパン）
- ヒューマンドラマスペシャル ぱじ〜ジイジと孫娘の愛情物語（2013年3月27日、テレビ東京） - 南ヨリオ 役
- ガリレオ 第2シーズン 最終章「聖女の救済 前編」（2013年6月17日、フジテレビ）
- 警視庁捜査一課9係 season8 第2話（2013年7月17日、テレビ朝日） - 榎本勝 役
- 日曜劇場 半沢直樹（2013年8月 - 9月、TBS） - 小野寺順治 役
- 星新一ミステリーSP「七人の犯罪者」（2014年2月15日、フジテレビ） - ハッカー 役
- おふこうさん 第7話「隕石を呼ぶ女」（2014年2月18日、NHK BSプレミアム） - 西園寺健 役
- 水曜ミステリー9 レアケース 生活保護課の殺人事件簿（2014年3月5日、テレビ東京） - 森山邦宏 役
- 土曜ワイド劇場 おとり捜査官・北見志穂“幸福の絶頂”美女連続殺人！（2014年4月5日、朝日放送） - 橋下直人 役
- 土曜ワイド劇場 逆転報道の女3（2014年4月19日、朝日放送） - 細貝大輔 役
- 獣医さん、事件ですよ（2014年7月 - 9月、読売テレビ） - 玉木慎也 役
- 新春ドラマスペシャル DOCTORS〜最強の名医〜2015（2015年1月4日、テレビ朝日） - 関友也 役
- 破門（2015年1月 - 3月、BSスカパー!） - 佐々木節夫 役
- 強靭ボディSEXYボディ 第25・26話（2015年4月29日・5月6日、BSジャパン） - 仁 役
- 高校野球100年の真実 〜心揺さぶる真夏のストーリー〜（2015年8月1日、朝日放送）
- デスノート 第8話（2015年8月23日、日本テレビ）- 油多川 役
- 土曜ワイド劇場 おかしな刑事13（2015年12月26日、テレビ朝日） - 近藤隼人 役
- マネーの天使〜あなたのお金、取り戻します!〜 第3話（2016年1月21日、読売テレビ） - 岩田敬介 役
- はぶらし/女友だち（2016年1月 - 2月、NHK BSプレミアム） - 河野隆 役
- ドラマスペシャル 黒の斜面（2016年1月24日、テレビ朝日） - 清水吉郎 役
- 螻蛄（疫病神シリーズ）（2016年2月 - 3月、BSスカパー!） - 佐々木節夫 役
- 恋子focus〜ある女子校生の物語〜（2016年4月 - 、ひかりTV / 2016年6月 - 、岩手めんこいテレビ） - 乾 役
- 私 結婚できないんじゃなくて、しないんです 第2話（2016年5月6日、TBS）
- ドラマスペシャル 巨悪は眠らせない 特捜検事の逆襲（2016年10月5日、テレビ東京） - 関岡稔 役
- 上田×下田 〜モテない理由が分かる恋愛データドラマ〜（2017年4月1日、日本テレビ） - 上田 役
- リバース（2017年4月 - 6月、TBS） - 東山慎吾 役
- 時代をつくった男 阿久悠物語（2017年8月26日、日本テレビ） - 小野寺ディレクター 役
- 全力失踪 第7回（2017年10月15日、NHK BSプレミアム） - 稲葉修平 役
- プリズンホテル 第4話（2017年10月28日、BSジャパン） - 星野一平 役
- 科捜研の女 第5話「寄生する女」（2017年11月16日、テレビ朝日） - 笹原博文 役
- 月曜名作劇場 「はぐれ署長の殺人急行3」（2018年1月22日、TBS） - 早川拓也 役
- 捜査会議はリビングで! 最終話「探偵が暮らす街」（2018年9月2日、NHK BSプレミアム）
- 遺留捜査 スペシャル （2018年11月11日、テレビ朝日） - 北条昇 役
- オトナの土ドラ さくらの親子丼2 5・6杯目（2019年1月5日・1月12日、東海テレビ） - 高見沢健二 役
- わたし、定時で帰ります。 第1話（2019年4月16日、TBS） - 霧野 役
- ミストレス〜女たちの秘密〜（2019年4月 - 6月、NHK総合） - 村上五郎 役
- やじ×きた 元祖・東海道中膝栗毛 第10話「お伊勢さんの奇跡」（2019年6月8日、BSテレ東） - 浩庵 役
- Aloha story～ハワイから愛をこめて～ 「家族の絆 春香編」「初めての家族旅行」（2019年6月25日・7月4日 - 25日、フジテレビ） - 智史 役
- 警視庁・捜査一課長 スペシャル（2019年12月15日、テレビ朝日） - 西川龍生 役
- ケイジとケンジ〜所轄と地検の24時〜 第4話（2020年2月6日、テレビ朝日） - 林原俊也 役
- 東京男子図鑑 第6話 - 最終話（2020年5月1日 - 7月2日、関西テレビ）[10] - 黒田直季 役
- 銀座黒猫物語 銀座夏野編（2020年7月23日、関西テレビ） - 銀座夏野店員 役
- アンサング・シンデレラ 病院薬剤師の処方箋 最終話（2020年9月24日、フジテレビ） - 米川和馬 役
- 全っっっっっ然知らない街を歩いてみたものの Season２ 第1話（2022年3月6日、フジテレビ） - 美容室ラパンアジール美容師 役[11][12]

### 映画
- タクミくんシリーズ そして春風にささやいて（2007年） - 野崎大介 役
- 天使の恋（2009年）
- 書の道（2009年） - 岡島智 役
- 星砂の島のちいさな天使 〜マーメイドスマイル〜（2010年） - 中浜瞬一 役
- アベックパンチ（2011年） - イトウイサキ 役（主演）
- ヴァンパイア・ストーリーズ BROTHERS（2011年） - アサギ 役
- ヴァンパイア・ストーリーズ CHASERS（2011年） - アサギ 役
- シェアハウス（2011年） - 優人 役
- ソウル・オブ・ロック（2012年） - タク 役
- 携帯彼氏+（2012年） - 南卓司 役
- 今日、恋をはじめます（2012年）
- 空の境界（2013年） - 笹原聡 役
- HK 変態仮面（2013年）
- 東京闇虫パンドラ（2015年） - 野々宮孝 役
- 壊れ始めてる、ヘイヘイヘイ（2016年）
- イタズラなKiss THE MOVIEPart2 キャンパス編（2017年） - 須藤先輩 役
- イタズラなKiss THE MOVIEPart3 プロポーズ編（2017年） - 須藤先輩 役
- チャットゾーン（2017年4月3日、秋葉原映画祭で初上映） - 早川啓介 役[13]
- 一礼して、キス（2017年）
- ダウト〜嘘つきオトコは誰?〜（2019年） - 矢澤丈 役

### オリジナルビデオ
- スーパーカブ2 激闘篇（2008年） - 池山 役

### 舞台
- ミュージカル・テニスの王子様 - 桃城武 役
  - The Progressive Match 比嘉 feat.立海（2007年12月 - 2008年2月）
  - Dream Live 5th（2008年5月）
  - The Imperial Presence 氷帝 feat.比嘉（2008年7月 - 11月）
  - The Treasure Match 四天宝寺 feat. 氷帝（2008年12月 - 2009年3月）
  - Dream Live 6th（2009年5月）
- D-BOYS  STAGE
  - vol.1 「完売御礼」（2007年6月） - アンサンブル
  - vol.2 「ラストゲーム 〜最後の早慶戦〜」（2008年6月） - 壷谷健一 役
  - vol.3 「鴉〜KARASU〜 10」（2009年10月） - 堀田半兵衛 役
  - 2010 trial-2「ラストゲーム」（2010年8月 - 9月） - 阪下誠司 役
  - 2011「ヴェニスの商人」（2011年4月 - 5月） - ランスロット・ゴボー 役
- Dステ
  - 11th「クールの誕生」（2012年8月 - 9月） - 岡田清 役
  - 13th「チョンガンネ 〜おいしい人生お届けします〜」（2013年4月 - 5月） - ミンソク 役
  - 19th「お気に召すまま」（2016年10月 - 11月） - タッチストーン 役
- 吸血鬼（2010年6月4日 - 13日、PARCO劇場）
- 千に砕け散る空の星（2012年7月19日 - 30日、シアタートラム） - フィリップ 役
- 熱海殺人事件 40years' NEW（2013年2月2日 - 18日、紀伊國屋ホール / 3月2日、森ノ宮ピロティホール） - 熊田留吉 役
- 虚構の劇団 第9回公演「エゴ・サーチ」（2013年10月5日 - 20日、あうるすぽっと / 10月24日 - 27日、HEP HALL） - 一色健治 役
- 熱海殺人事件 Battle Royal（2014年2月15日 - 3月4日、紀伊國屋ホール） - 熊田留吉 役
- ドラマライブラリー 死神の浮力（2014年4月22日 - 28日、本多劇場） - 本城崇 役
- マッシュ・ホール（2015年3月6日 - 11日、恵比寿・エコー劇場） - 瀬田 役
- 二人芝居 Equal-イコール-（2015年7月2日 - 8日、赤坂RED/THEATER）
- 戯曲リーディング アルベールカミュ『戒厳令』（2015年10月3日・4日、シアタートラム） - ディエゴ 役
- 舞台「黒子のバスケ」THE ENCOUTER（2016年4月8日 - 24日、サンシャイン劇場） - 日向順平 役
- 柿喰う客フェスティバル「フランダースの負け犬」（2016年6月15日 - 25日、花まる学習会王子小劇場） - ヒュンケル 役
- こころで聴く三島由紀夫V リーディング「卒塔婆小町」（2016年8月11日、山中湖村公民館） - 詩人 役
- 柿喰う客「虚仮威」（2016年12月2日 - 4日、三重県文化会館小ホール / 12月17日・18日、エル・パーク仙台 / 12月28日 - 2017年1月9日、本多劇場 / 1月19日 - 22日、ナレッジシアター）
- ドラマティカルシリーズ リーディングvol.1『パンク・シャンソン 〜エディット・ピアフの生涯〜』（2017年5月3日・4日、よみうり大手町ホール） ※日替わりゲスト
- 舞台「黒子のバスケ」OVER-DRIVE（2017年6月22日 - 7月9日、AiiA 2.5 Theater Tokyo / 7月13日 - 17日、森ノ宮ピロティホール） - 日向順平 役
- 夜ふかしの会ライブ「堤幸彦＋夜ふかしの会＋おどろくべきゲストによる狂乱の120分」（2017年8月19日、キンケロ・シアター） ※日替わりゲスト[14]
- 柿喰う客「俺を縛れ！」（2018年1月24日 - 2018年2月4日、本多劇場） - 徳川家重 役
- 舞台「黒子のバスケ」IGNITE-ZONE（2018年4月6日 - 4月22日、サンシャイン劇場 / 5月1日 - 5月6日、森ノ宮ピロティホール / 5月11日 - 5月13日、日本青年館ホール） - 日向順平 役
- 半神（2018年7月11日 - 16日、天王洲 銀河劇場 / 7月19日 - 22日、松下IMPホール） - スフィンクス 役
- 「戯曲探訪 つかこうへいを読む2019春」第2部（2019年2月16日・17日、ニッポン放送イマジンスタジオ） - 熊田留吉 役
- 舞台「黒子のバスケ」ULTIMATE-BLAZE（2019年4月30日 - 5月1日、COOL JAPAN PARK OSAKA TTホール / 5月4日 - 5月5日、刈谷市総合文化センター 大ホール / 5月7日 - 5月13日、日本青年館ホール / 5月18日 - 19日、福岡市民会館 大ホール） - 日向順平 役
- 東京二期会オペラ劇場 プッチーニ作曲 オペラ「蝶々夫人」（2019年10月3日 - 6日、東京文化会館 大ホール / 10月13日、よこすか芸術劇場） - 青年 役
- 劇団4ドル50セント×柿喰う客コラボ公演「学芸会レーベル」「アセリ教育」（2020年1月30日 - 2月9日、DDD青山クロスシアター） - まことちゃんのパパ / 神童丙左衛門 役
- ガラスの部屋のミューズ（2020年10月14日 - 18日、恵比寿・エコー劇場）
- 悪い芝居「今日もしんでるあいしてる」（2021年2月14日 - 21日、本多劇場）- 主演：九木大 役
- 舞台『刀剣乱舞』无伝 夕紅の士 -大坂夏の陣-（2021年4月11日 - 6月27日、IHIステージアラウンド東京）- 穴山小助 役
- スタンディングオベーション（2021年8月3日 - 29日、TBS赤坂ACTシアター / 9月4日 - 9月7日、京都劇場） - 加賀美貴志 役
- mjbコントライブ「mix! jam! blend! assemble!」（2021年11月13日・14日、アトリエファンファーレ高円寺）[15]
- 柿喰う客「恋人としては無理」（2021年12月18日・19日、宮城野区文化センター パトナシアター）[16]
- スワンキング（2022年6月8日 - 17日、東京国際フォーラム / 7月1日 - 3日、オリックス劇場 / 7月9日・10日、刈谷市総合文化センター 大ホール / 7月17日・18日、キャナルシティ劇場）- バイエルン王国の秘書官・ルッツ 役[17][18]
- 劇団壱劇屋『五彩の神楽』第一弾「憫笑姫」（2022年8月17日 - 23日、シアターグリーン BIG TREE THEATER） - サミュエル・ランカスター・ウィリアムズ 役[19]
- mjbコントライブ「Re:mix!jam!blend!」（2022年11月10日 - 13日、DDD青山クロスシアター）[20]
- Rigoletto（2022年11月23日、飛行船シアター） - 語り（チェプラーノ伯爵） 役[21][22]
- 柿喰う客「禁猟区」（2022年12月22日 - 30日、本多劇場）- 銅底智羅永 役[23]
- INDESINENCE Case：Dry Crimson Thistle（2023年2月15日 - 19日、新宿村LIVE） - 崗嵓岱峩 役[24]
- 脳内クラッシュ演劇『DRAMAtical Murder』フラッシュバック（2023年4月28日 - 5月7日、品川プリンスホテルステラボール）- 悪島役[25]
- ミュージカル『青春-AOHARU-鉄道』
  - ミュージカル『青春-AOHARU-鉄道』5～鉄路にラブソングを～（2023年6月15日 - 25日、天王洲 銀河劇場/2023年6月30日 - 7月2日、AiiA 2.5 Theater Kobe） - 北陸本線 役[26]
  - ミュージカル『青春-AOHARU-鉄道』〜地下の中心で愛をさけんだMétro〜（2023年12月21日 - 31日、品川プリンスホテル クラブeX） - 北陸本線 役[27]
  - ミュージカル『青春-AOHARU-鉄道』6〜ハッピーレール大作戦～（2024年7月4日 - 15日、天王洲 銀河劇場/2024年7月19日 - 7月21日、AiiA 2.5 Theater Kobe） - 北陸本線・東武日光線 役[28]
  - ミュージカル『青春-AOHARU-鉄道』コンサート Rails Live 2025（2025年11月22日 - 24日〈予定〉、TACHIKAWA STAGE GARDEN） - 北陸本線・東武日光線 役[29]
- 嵐になるまで待って（2023年7月22日 - 30日、サンシャイン劇場） - 高杉役[30]
- 煙突もりの隠れ竜（2023年8月18日 - 20日、ABCホール/2023年8月31日 - 9月3日、シアターグリーン BIG TREE THEATER） - ガジャタ=ラミン役[31]
- あたっくNO.1（2023年9月22日 - 10月1日、俳優座劇場） - 村松秀明 役[32][33]
- 柿喰う客「肉食獣」（2023年12月8日 - 17日、ザ・スズナリ）
- 柿喰う客 FULL CONTACT「愉快犯」（2024年8月8日 - 18日、シアター711）[34]
- 日本の劇団「十二人の怒れる男」（2024年12月11日 - 15日、下北沢駅前劇場）[35]
- 舞台「十二人の怒れる男たち」（2025年3月26日 - 30日、サンシャイン劇場）[36]
- 舞台「WAR BRIDE -アメリカと日本の架け橋 桂子・ハーン-」（2025年8月5日 - 27日、よみうり大手町ホール / 9月6日・7日、兵庫県立芸術文化センター 阪急中ホール / 9月13日・14日、久留米シティプラザ グランドホール）[37]

### バラエティ
- 和風総本家（2008年4月 - 不定期出演、テレビ大阪） - パネリスト
- イケメン食堂（2012年4月 - 9月、朝日放送）
- TV・局中法度!（2012年10月 - 2013年3月、テレビ神奈川・千葉テレビ放送・テレビ埼玉・サンテレビジョン） - 「新撰組 〜誠の書〜」神崎一二三、「戦国寿司」ヤス 役
- 痛快TV スカッとジャパン（2015年11月30日・2017年1月2日・2017年3月20日・2019年8月19日、フジテレビ）

### その他のテレビ番組
- ヒトメボレ ※ちちんぷいぷい内ミニドラマCM（2007年、毎日放送）
- ひるおび! コーナー「三雲孝江のお取り寄せ47」（2009年4月 - 7月、TBS） - 和田正人・中村昌也・中川真吾・三上真史らと共に週替わりで出演
- 趣味の園芸（2009年4月 - 2010年3月、NHK教育） - 「フルール」コーナー担当
- 街活ABC（2014年10月 - 、日本テレビ） - 牧田 役

### 配信ドラマ
- GIFT〜今夜、幸せの時間お届けします。〜（2010年2月 - 4月、BeeTV） - 巽エイジ 役
- プリズン・オフィサー（2015年2月1日 - 全4話、BeeTV） - 越智秀介 役

### WEB
- ミニ ジョン・クーパー・ワークス WEBムービー「SALARYMAN」篇（2015年）

### CM
- ダリヤ「Men's Palty」
- コカ・コーラCM「ハッピーミュージック」篇（2009年）
- 花王フレアフレグランス「愛されフレグランス」篇（2014年）
- DHC「薬用アクネコントロール」（2017年）
- 日本マクドナルド「マジかよ、マック。」バリューランチ篇（2019年9月 ‐ ）
- ホットペッパービューティー〜隠れストレッチ篇〜WebCM（2025年2月-）

### ラジオ
- D-RADIO BOYS D-BOYS（2012年1月 - 3月、bay-fm）

### 雑誌
- 月刊De-View（オリコン・エンタテインメント）
- CAST-PRIX  ZERO「PHOTO COMMUNICATION」（メディアボーイ）

### VP
- 中日本自動車短期大学

### スチール
- 東京個別指導学院
- ダリヤ
- ヌエストロ
- NTTドコモ関西
- Men's ami
- ニッセン
- テイコク学生服
- バードグリーンホテル

### その他
- 第24回東京国際映画祭応援団「TIFF BOYS」（2011年）[4]
- Patch 最終オーディション（2012年4月） - MC
- 舞台版「殿といっしょ」公開オーディション（2012年9月） - MC[38]